# Marie-François Firmin-Girard

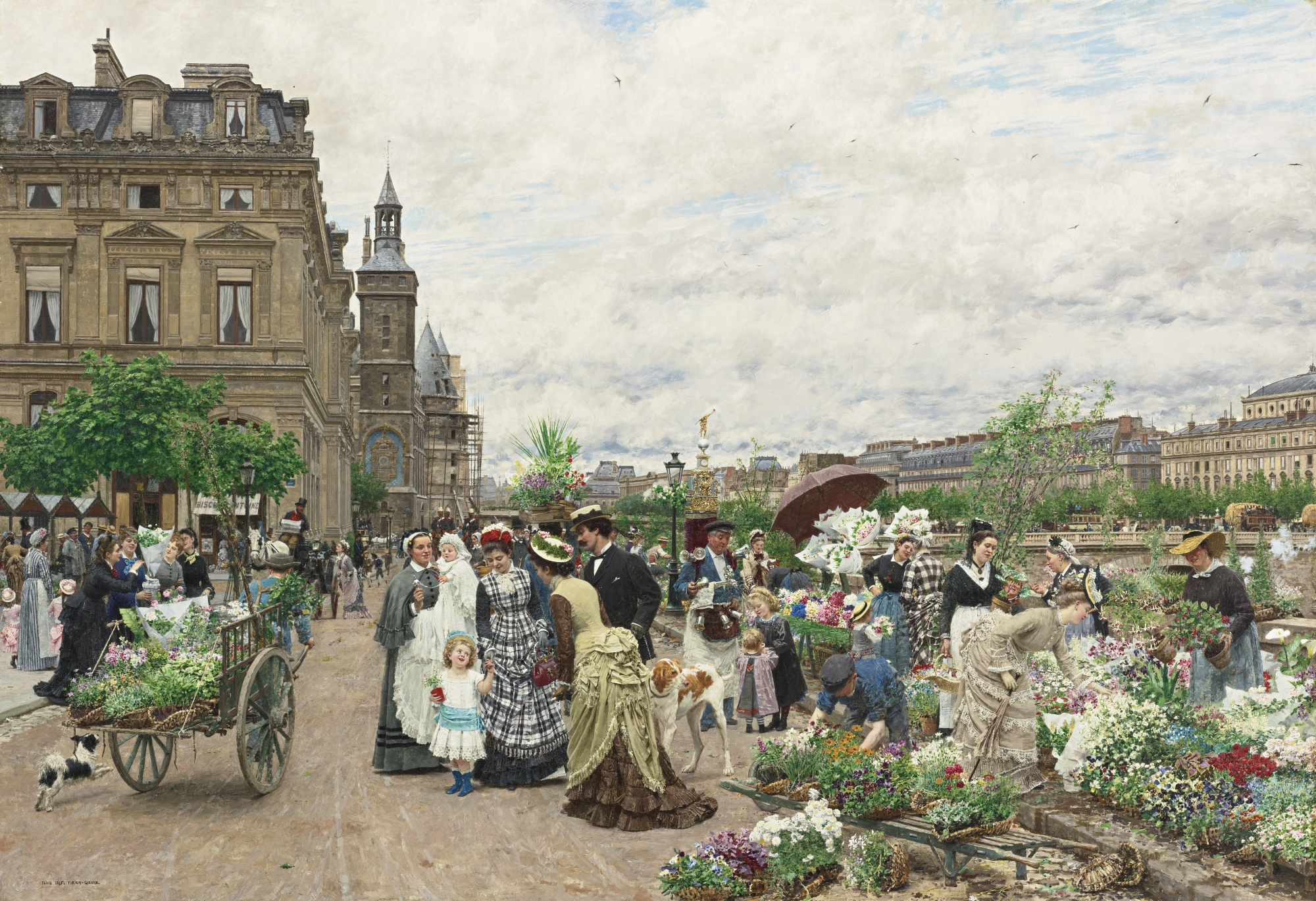
Le Quai aux Fleurs

Marie-François Firmin-Girard (* 29. Mai 1838 in Poncin; † 8. Januar 1921 in Montluçon) war ein französischer Genre- und Landschaftsmaler.
Marie-François Firmin-Girard besuchte 1853 eine Pariser Zeichenschule, studierte ab 1854 an der École des Beaux-Arts de Paris bei Charles Gleyre und Jean-Léon Gérôme. Er gewann 1861 den zweiten Prix de Rome. Nach der Rückkehr nach Paris richtete er sein Atelier am Boulevard de Clichy ein.
Ab 1859 stellte er im Salon de Paris aus, dann im Salon der Société des Artistes Français, wo er zahlreiche Medaillen erhielt, dann von 1890 bis 1914 bei der Société nationale des beaux-arts.
Er malte meist dicht bevölkerte Stadtansichten Pariser Straßen und Plätze.
Er wurde einer der ersten Einwohner der Künstlerkolonie von Onival, einem Stadtteil von Ault (Somme) und ließ dort um 1875 eine Villa bauen. In der Umgebung von Onival schuf er mehrere Landschaftsbilder.